# Maszrafat Ardżul
Maszrafat Ardżul (arab. مشرفة أرجل) – wieś w Syrii, w muhafazie Aleppo, w dystrykcie Dżabal Siman. W 2004 roku liczyła 258 mieszkańców.